# 克里斯蒂·斯旺森
克里斯汀·诺埃尔·“克里斯蒂”·斯旺森（英語：Kristen Nöel "Kristy" Swanson，1969年12月19日—）是一名美国女演员。她曾在1992年电影《吸血鬼猎人巴菲》中饰演巴菲·萨莫斯。她也在V.C.安德鲁斯所写的《阁楼里的花》之电影版中饰演Catherine "Cathy" Dollanganger。

## 早年生活
斯旺森出生于美国加州米申维耶霍，是2位生理学教师罗伯特(Robert)和罗斯玛丽·斯旺森(Rosemary Swanson)的孩子。其名字的前3部分都有赞美基督或圣诞的寓意。而她爸爸的名字"罗伯特"意为"光彩荣耀"，她母亲的名字"Rosemary"意为"迷迭香"或是"Rose"与"Mary"的组合名。

## 事业生涯
斯旺森曾进入“影星工厂”(The Actors Workshop)培训，由此开始了从影生涯。她当时拍过一些电视广告，也在一些电视剧中跑过龙套，如《警花拍档》("Cagney and Lacey")和《希区柯克悬念故事集》。1986年，她首次登上大荧幕，作为小角色参演了2部由约翰·休斯制作的电影：《红粉佳人》和《咪走堂》("Ferris Bueller's Day Off")。1986年，她在韦斯·克拉文的电影《隔壁的女孩》("Deadly Friend")饰演了“邻家女孩”萨曼莎(Samantha)，这是她第一次主演电影。次年，她在由V.C.安德鲁斯的畅销书所改编的电影《阁楼里的花》中饰演了凯西(Cathy)。
1990年左右，斯旺森在电视剧中频频露脸，其中包括《解开心结》(1987–1988)、《南丁格尔》("Nightingales",1989)。她第一部正式参演的剧集是1989年由畢·雷諾斯操刀的《神探斯塔力克》("B.L. Stryker")。但该剧只拍了一季就告吹。
整个90年代中，她一直忙着拍电影。她主演过1992年电影《吸血鬼猎人巴菲》。虽然票房不佳，但影碟出租率挺高。她还参演过《反斗神鹰》("Hot Shots!")、《叛逆赢家》("The Program")、《追捕》，还有由约翰·辛格顿主演的《校园大冲突》中颇受好评的角色克莉丝汀·康纳(Kristen Connor)。她还演过漫画《幻影侠》的电影改编版以及由乔·佩西主演的黑色喜剧《一个布袋八个头》("8 Heads in a Duffel Bag")。其中多数电影票房惨淡，90年代后期她将发展方向转移到电视节目。
在1998-99那一季的《明日新闻》("Early Edition")中，斯旺森饰演了剧中主角Gary Hobson所爱恋的对象Erica Paget。1999年，她在电影《冒牌老爸》中饰演了亚当·山德勒的女友Vanessa。2000年，她重新回归电视界，参演了《葡萄藤》("Grapevine")。这部是部曾经被砍的剧，1992年首播，拍至5季后被取消过。
2002年11月，斯旺森为《花花公子》杂志拍摄了全裸封面照。她还参加了2006年FOX电视栏目《与名人滑冰》("Skating with Celebrities")，并与Lloyd Eisler一道在游戏环节中获得了胜利。
2007年5月8日，斯旺森在《法律与秩序：犯罪倾向》之《Bombshell》一集中出镜，饰演安娜·妮可·史密斯的一个虚构造型(a fictionalized variation)。
2007年，她成了Medifast diet品牌的代言人。次年，她又在女同网播剧《3Way》中客串了3集。
2009年7月，她参与拍摄了电影《假如》。合作影星包括凯文·索伯和黛比·瑞恩(Debby Ryan)。电影发售于2010年8月20日。这是她10年以来拍摄的首部戏剧电影。
斯旺森还在《篮球兄弟》("One Tree Hill")于2010年2月1日播映的《你没忘了我吧》("Don't You Forget About Me")一集中小有亮相。这一集也是向电影人约翰·休斯致敬的作品。斯旺森曾在80年代参演过2部由他制作的电影。

## 个人生活
斯旺森是在和Lloyd Eisler一起搭档参与真人秀节目《与名人滑冰》("Skating with Celebrities")时与其开始交往的，但是此时Eisler的妻子(他们于2002年结婚)已怀有他们的第2个孩子Seth了。2007年2月16日，也就是当Lloyd结束了与Marcia O'Brien的婚姻一个月后，斯旺森生下了一个取名为Magnus Hart Swanson Eisler的儿子。Lloyd和Marcia曾分开一段时间，在此期间，Lloyd与搭档斯旺森经常在一起相处。Marcia看望过Lloyd三次，对其与斯旺森的关系有所疑虑，但Lloyd告诉妻子自己和斯旺森不存在亲密的关系。而两人在离婚时和离婚后则为Lloyd是否与其婚外情人斯旺森一直保持着暧昧关系而争执不下。斯旺森于2009年7月份在加州的圣路易斯-奥比斯保嫁给了Eisler。他们现居住于加州圣塔克拉利塔。

## 获奖和提名
获奖
- 1989: 青年艺术家奖之最佳恐怖或神秘题材电影青年女演员 – Flowers In The Attic

提名
- 1988: 青年艺术家奖之最佳青年女性电影巨星 – Deadly Friend
- 1987: 青年艺术家奖之一周最佳电视或电影青年女演员 – Mr. Boogedy
- 1986: 青年艺术家奖之最佳青年女演员 – 电视剧特邀嘉宾 – Cagney & Lacey episode "On The Street"